# Ringala
Ringala (ortografiat și Rymgajla, Rimgaila, Ringaila, în lituaniană Rimgailė, în poloneză Ryngałła; n. 1367 – d. 1423) a fost fiica lui Birutė și Kęstutis, Mare Duce al Lituaniei⁠(d), și sora lui Vytautas cel Mare⁠(d). Rimgailė este un nume precreștin lituanian dual-derivat construit din rim- (rimti - „fii calm”) + gail- (gailas - „puternic”), care este destul de comun în prezent în Lituania.
Prin căsătoria cu Henric de Mazovia⁠(d), ea a devenit prințesă de Mazovia pentru aproximativ un an, până la moartea soțului ei, în iarna 1392–1393. Jan Długosza scris în cronicile sale că, pentru a se căsători cu ea, Henric a renunțat la titlul de episcop de Płock⁠(d). Ea a fost printre cei suspectați de moartea lui Henric.
O a doua căsătorie (1419-1421) a fost cu Alexandru cel Bun, Voievodul Moldovei (1400–1432). După un divorț motivat politic, ea a primit orașul vamal Siret și 40 de sate. De asemenea, ca parte a acordului de divorț, Alexandru cel Bun a promis să plătească o viață întreagă venituri în valoare de 600 de ducați maghiari de aur sau de florini, plătibili în două rate.